# 福田築
福田 築（ふくだ きづく、1956年（昭和31年）10月8日 - ）は、福岡県出身の陸上自衛官。

## 略歴
- 1980年（昭和55年）3月：防衛大学校本科第24期卒業。
- 1991年（平成3年）1月：3等陸佐
- 1994年（平成6年）7月：2等陸佐
- 1999年（平成13年）1月：1等陸佐に昇任
- 2003年（平成15年）4月：第20普通科連隊長（在任間、第4次イラク復興業務支援群長）
- 2005年（平成17年）8月：東部方面総監部防衛部付（中央即応集団司令部要員）
- 2007年（平成19年）3月28日：中央即応集団司令部幕僚長
- 2008年（平成20年）12月：防衛大学校防衛学教育学群統率・戦史教育室長兼防衛大学校教授
- 2010年（平成22年）
  - 7月26日：第4師団副師団長兼福岡駐屯地司令[2]。
  - 12月1日：陸将補に昇任
- 2012年（平成24年）8月28日：自衛隊体育学校長
- 2013年（平成25年）12月18日：退官